# Monte Gauro
Il monte Gauro è un vulcano  in stato di quiescenza che fa parte dei Campi Flegrei. Si trova nel comune di Pozzuoli, alle spalle della città. Si tratta dell'edificio vulcanico di maggiore elevazione di Pozzuoli, sui quali svetta con le sue tre cime del monte Barbaro a sud (331 m s.l.m.), monte Sant’Angelo  a nord (308 m s.l.m.) e del monte Corvara (290 m s.l.m.).  
Il cratere di Campiglione, dal diametro di 750 m, costituisce la caldera del vulcano. Alla sua altezza deve il suo nome di origine greca, dai quali era chiamato "maestoso" (Gauro = maestoso).

## Descrizione

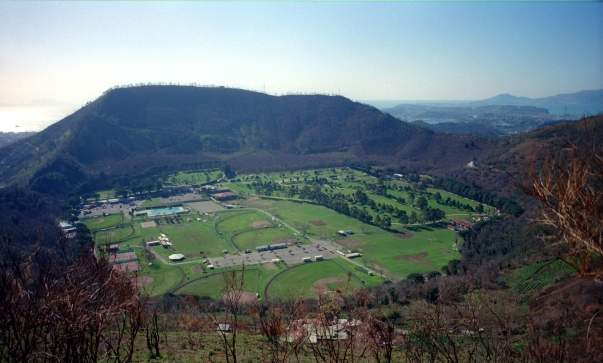
L'interno della caldera, il cratere di Campiglione

La struttura vulcanica è costituita da tufo giallo campano litificato, che è stato ampiamente estratto nelle cave ormai abbandonate del settore sud. Il versante di sud-ovest è collassato, formando il Circo di Toiano, mentre nel lato sud-est è stato aperto il varco della "Porta del Campiglione" attraverso cui si accede al cratere omonimo che costituisce il fondo del monte Gauro. Essendo una delle decine di bocche eruttive della caldera vulcanica dei Campi Flegrei, ne condivide la classificazione geologica.
Il cratere del Campiglione non è liberamente fruibile da civili e italiani poiché occupato per buona parte dalla struttura militare del Carney Park destinata a membri e veterani delle forze armate statunitensi.

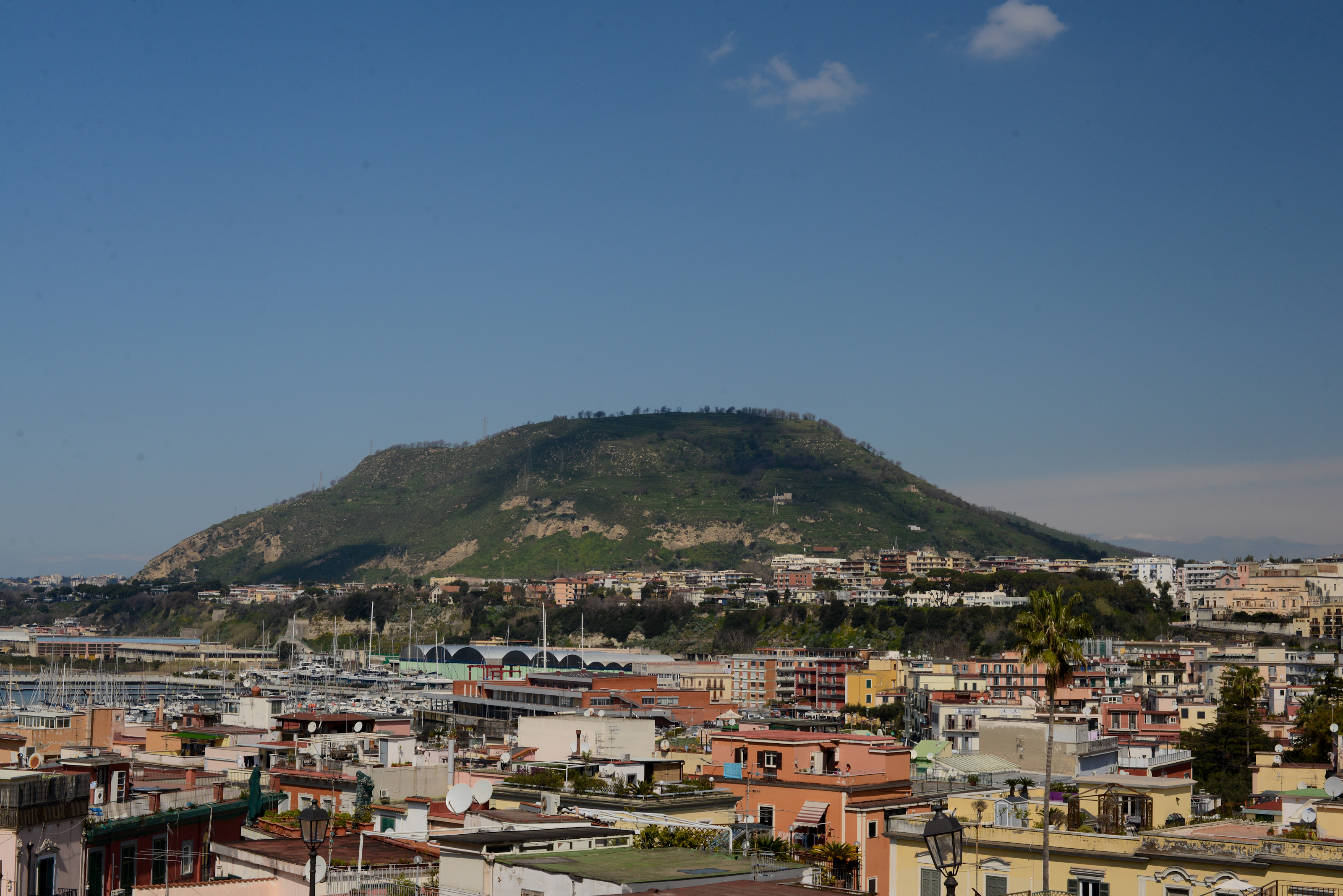
Il vulcano visto da Pozzuoli

Il monte è caratterizzato da una folta vegetazione. Sul vulcano crescono piante tipiche della macchia mediterranea (cisto, lentisco e mirto), in particolare sul ripido versante ovest, ed un fitto castagneto sul versante nord e nei pressi della Porta di Campiglione. Sulla cima del monte Sant'Angelo si trova la chiesetta omonima, incorporata in una masseria.
In epoca romana, si coltivava, nella zona del monte Gauro, il Falerno, poi esportato in tutto l'Impero.

## Storia
Nel 343 a.C., nel quadro della prima guerra sannitica, il monte Gauro fu teatro di un'importante battaglia fra i Sanniti e le truppe del console romano Marco Valerio Corvo. La vittoria di Roma, aggiunta alla successiva vittoria a Suessula, diede inizio all'espansione territoriale di Roma che la portò in tempi relativamente brevi al controllo dell'intera Italia peninsulare.
Sullo scheletro del monte, i segni del culto a Giunone Gaura, forse divinità ellenica o indigena, i segni di ville scomparse e vicinissime al Lucrino, tanto che le ostriche del lago si chiamavano gaurane, così come le indica Giovenale.
«Una magnifica villa sul Gauro era quella di Nicomaco Flaviano, genero di Quinto Aurelio Simmarco che vi trascorse con la moglie, donna di abitudini semplici e casalinga, buona parte dell'anno. E nella vivace descrizione della divinità dei monti e delle selve, che in idilliaca visione Planuri ha visto sfilare, Giovanni Pontano (Egloga 1, V), colloca in prima linea il Gauro con Campe (Campana) sua campagna. E così Jacopo Sannazzaro che, nella sua nostalgia di classicismo pagano rievoca le ninfe gaurane» (Annecchino, il monte Gauro nei Campi Flegrei).
Anche nel Gauro, scorreva acqua miracolosa; Quella del «balneum Prati» con acqua caldissima, detto anche «balneum Ciceronis» perché creduto ubicato presso la villa di Cicerone.
È acqua che «giova alel viscere inferme e che ammorbidisce i muscoli duri e allevia il corpo sa umore inerte, riporta capo e spalle alle giuste funzioni, rischiara gli occhi cisposi, deterge le ulcere, aiuta tutto il corpo».
Dai vigneti del Gauro si traeva il famoso falerno. Lo esaltavano Plinio il Vecchio, Stazio, Ausonio, Silio, Galeno, Giovenale. 
La terra senza fuoco offre «Gaurum paucum et nobilissimum a tonans et validum». Poi la terra diventa arida, il monte invecchia e allontana i vigneti. Nel medioevo lo chiameranno Barbaro, sterile:
«Indi tra monte Barbaro ed Averno
l'antichissimo albergo di Sibilla
Passando, se n' andar diritto a Linterno» 
(Petrarca, Trionfo della Castità, vv. 64-66)
Ed ancora Boccaccio (Rime, LXI) 
«Intra 'l Barbaro monte e 'l mar Tirreno
Sied'il lago d'Averno, intorniato
da calde fonti et dal sinistro lato
gli sta Pozzuolo et destro Miseno»